# Třída Amagi
Třída Amagi byla plánovaná třída bitevních křižníků japonského císařského námořnictva. Celkem byly v letech 1920–1921 rozestavěny čtyři jednotky této třídy. Jejich stavba byla zrušena po Washingtonské konferenci. Jediná Akagi byla dokončena jako letadlová loď.

## Stavba

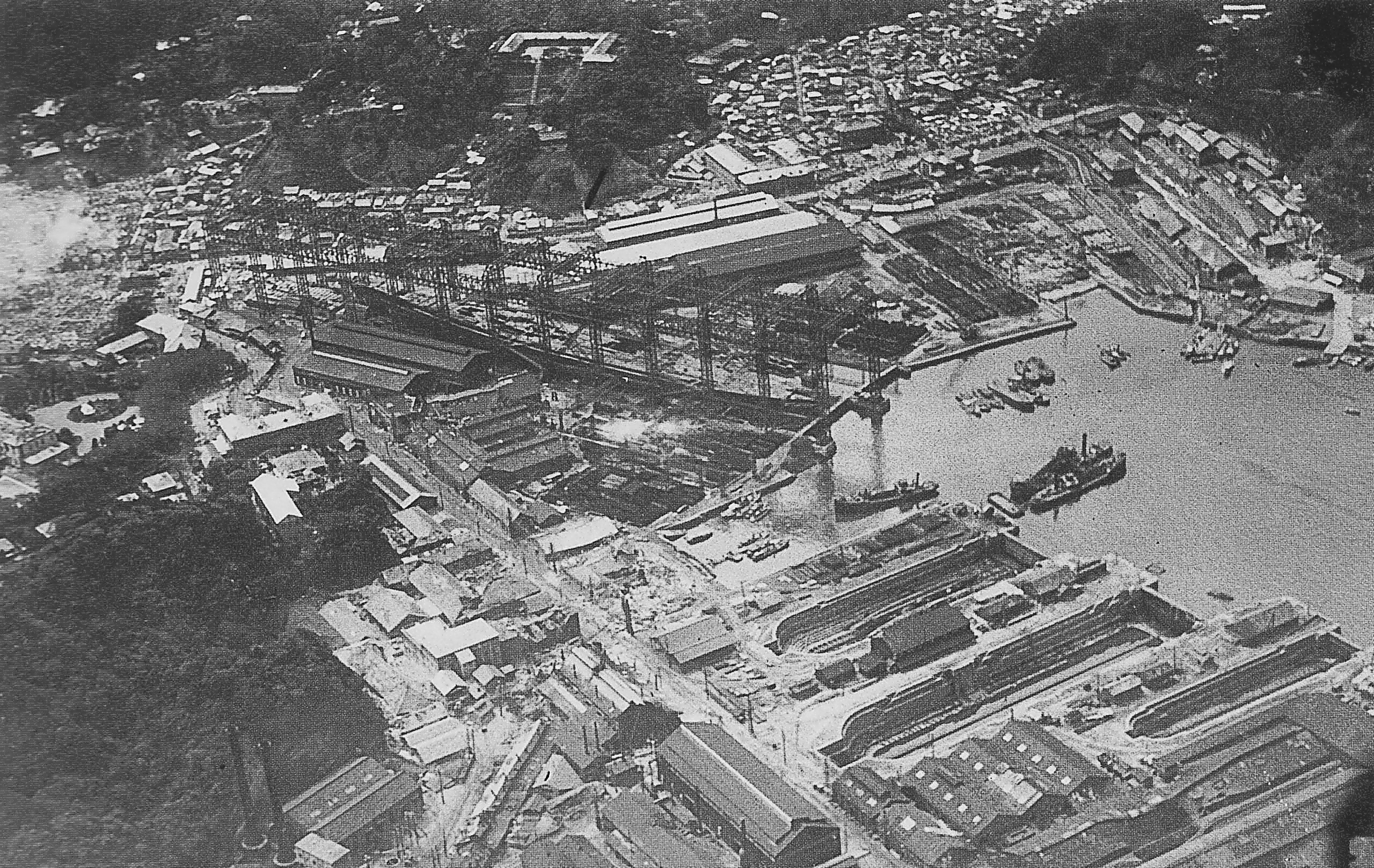
Loděnice v Jokosuce s rozestavěným bitevním křižníkem Amagi po zemětřesení

Brzy po skončení první světové války hrozilo vypuknutí nových závodů ve zbrojení. Po porážce císařského Německa se třetí nejvýznamnější námořní mocností (po Velké Británii a USA) stalo Japonsko, které chtělo své námořnictvo dále posílit prostřednictvím ambiciózního programu stavby bitevních lodí a bitevních křižníků. Roku 1920 byla zahájena stavba dvou bitevních lodí třídy Tosa a plánována byla stavba dalších čtyř jednotek třídy Kii. V letech 1920–1921 byly dále rozestavěny čtyři bitevní křižníky třídy Amagi, přičemž připravovány byly další čtyři označené jako Projekt 13. Rozsáhlá výstavba válečných lodí probíhala rovněž v USA, které byly hlavním japonským námořním rivalem.
Vývoj nové třídy bitevních křižníků vedl Juzuru Hiraga. Jednalo se o zvětšenou upravenou verzi bitevních lodí třídy Tosa se slabším pancéřováním. Celkem byla objednána stavba čtyř jednotek této třídy. Bitevní křižník Amagi stavěla loděnice v Jokosuce, Akagi v Kure, Atago v Kobe a Takao v Nagasaki. Stavba celé třídy byla zrušena 5. února 1922 na základě výsledků Washingtonské konference. Amagi tehdy byla ze 40% hotova. Amagi a Akagi měly být přestavěny na letadlové lodě. Rozestavěnou Amagi však poškodilo zemětřesení, a proto byla za náhradu zvolena bitevní loď Kaga třídy Tosa.
Jednotky třídy Amagi:
| Jméno | Loděnice | Založení kýlu      | Spuštěna       | Vstup do služby | Status                              |
| ----- | -------- | ------------------ | -------------- | --------------- | ----------------------------------- |
| Amagi | Jokosuka | 16. prosince 1920  | –              | –               | Stavba zrušena, sešrotována 1923.   |
| Akagi | Kure     | 6. prosince 1920   | 22. dubna 1925 | –               | Dokončena jako letadlová loď Akagi. |
| Atago | Kobe     | 22. listopadu 1921 | –              | –               | Stavba zrušena, sešrotována 1924.   |
| Takao | Nagasaki | 19. prosince 1921  | –              | –               | Stavba zrušena, sešrotována 1924.   |

## Konstrukce

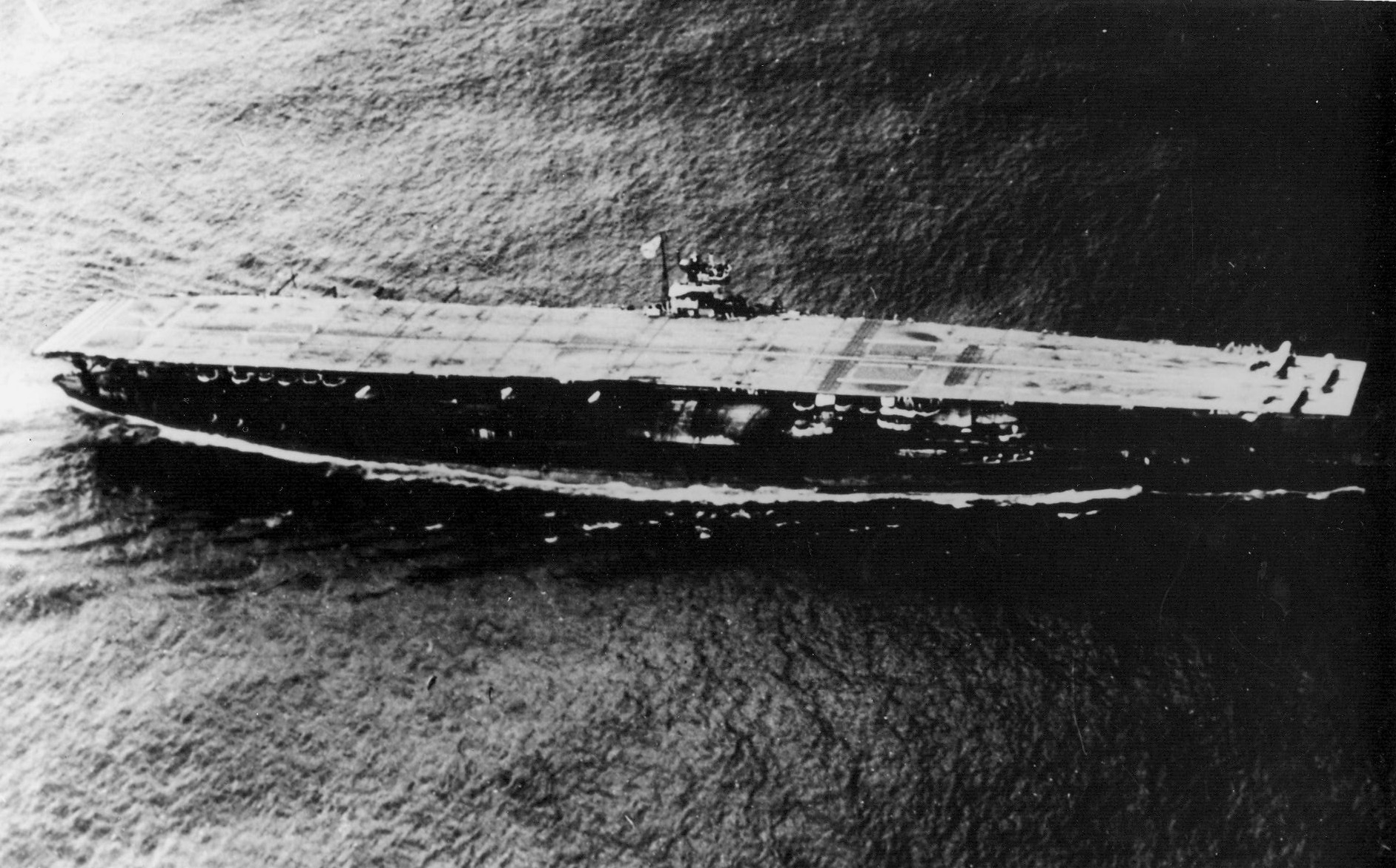
Letadlová loď Akagi

Výzbroj tvořilo deset 410mm kanónů ve dvoudělových věžích, šestnáct 140mm kanónů, čtyři 120mm kanóny a osm 610mm torpédometů. Pohonný systém tvořilo 19 kotlů Kampon a čtyři turbíny Gihon o výkonu 131 200 shp, pohánějící čtyři lodní šrouby. Nejvyšší rychlost měla dosahovat 30 uzlů. Plánovaný dosah byl 8000 námořních mil při rychlosti 14 uzlů.